# Eratigena sicana
Malthonica sicana là một loài nhện trong họ Agelenidae. Chúng được Paolo Marcello Brignoli miêu tả năm 1976.